# Витдин
Витдин (њем. Wittdün) општина је у њемачкој савезној држави Шлезвиг-Холштајн. Једно је од 132 општинска средишта округа Нордфризланд. Према процјени из 2010. у општини је живјело 688 становника. Посједује регионалну шифру (AGS) 1054160.

## Географски и демографски подаци
Витдин се налази у савезној држави Шлезвиг-Холштајн у округу Нордфризланд. Општина се налази на надморској висини од 0 метара. Површина општине износи 2,6 km². У самом мјесту је, према процјени из 2010. године, живјело 688 становника. Просјечна густина становништва износи 265 становника/km².